# Tipula zayulensis
Tipula zayulensis är en tvåvingeart som beskrevs av Alexander 1963. Tipula zayulensis ingår i släktet Tipula och familjen storharkrankar. Inga underarter finns listade i Catalogue of Life.